# 의약품 위탁 생산
의약품 위탁 생산(영어: Contract Manufacturing Orgainzation, CMO)은 의약품을 위탁 생산하는 의약품 생산 사업의 일종이다. 의뢰 받은 의약품을 위탁 생산하는 것을 의미하며 의약품 위탁 개발 생산(Contract Development & Manufacturing Orgainzation, CDMO)과는 다르다.

## 주요 기업
CMO 총생산량 기준 세계 1위는 미국, 2위는 대한민국이다. 주요 기업으로는 스위스의 론자, 대한민국의 SK바이오사이언스 등이 있다.
- 캐털런트
- 론자
- SK바이오사이언스
- 녹십자
- 한국코러스
- 롯데바이오로직스

## 같이 보기
- 국가바이오위원회